# 8 Dywizja Kawalerii (RFSRR)
8 Dywizja Kawalerii Czerwonych Kozaków (ros. 8-я кавалерийская дивизия Червонного казачества) – związek taktyczny kawalerii Armii Czerwonej okresu wojny domowej w Rosji i wojny polsko-bolszewickiej.
16 września 1920 żołnierze jednej z brygad ze składu 8 Dywizji Kawalerii wzięli udział w zwycięskiej dla Armii Czerwonej bitwie pod Dytiatynem, jednej z czterech bitew, która doczekała się miana: "polskie Termopile".
26 października 1920 8 DK razem z 17 Dywizją Kawalerii weszła w skład nowo utworzonego w składzie Frontu Południowo-Zachodniego 1 Korpusu Czerwonych Kozaków, a jej dowódca Witalij Primakow został równocześnie dowódcą korpusu.

## Struktura organizacyjna
Przed bitwą pod Wołoczyskami:
- 22 Brygada Kawalerii
- 23 Brygada Kawalerii
- 24 Brygada Kawalerii
- dywizjon rozpoznawczy
- dywizjon artylerii konnej

## Żołnierze dywizji
Dowódcy dywizji
- Nikołaj Szczołokow (p.o. 17 września – 1 listopada 1919)
- Witalij Primakow (1 listopada 1919 – 14 marca 1920)
- Siemion Turowski (p.o. 14 marca 1920 – 14 maja 1920)
- Witalij Primakow (14 maja 1920 – 6 grudnia 1920)
- Piotr Grigorjew (6–26 grudnia 1920)
- Michaił Demiczew (26 grudnia 1920 – 25 sierpnia 1921)[3]

Komisarze
- Michaił Mołczanow (17 września 1919 –?)
- Michaił Biełousow (był na pocz. grudnia 1919)
- Pietrowski (3 grudnia 1919 – 9 czerwca 1920)
- Witalij Primakow (9 czerwca – 6 grudnia 1920)
- Gende (6 – 24 grudnia 1920)[3]